# Gustavo Sacerdote

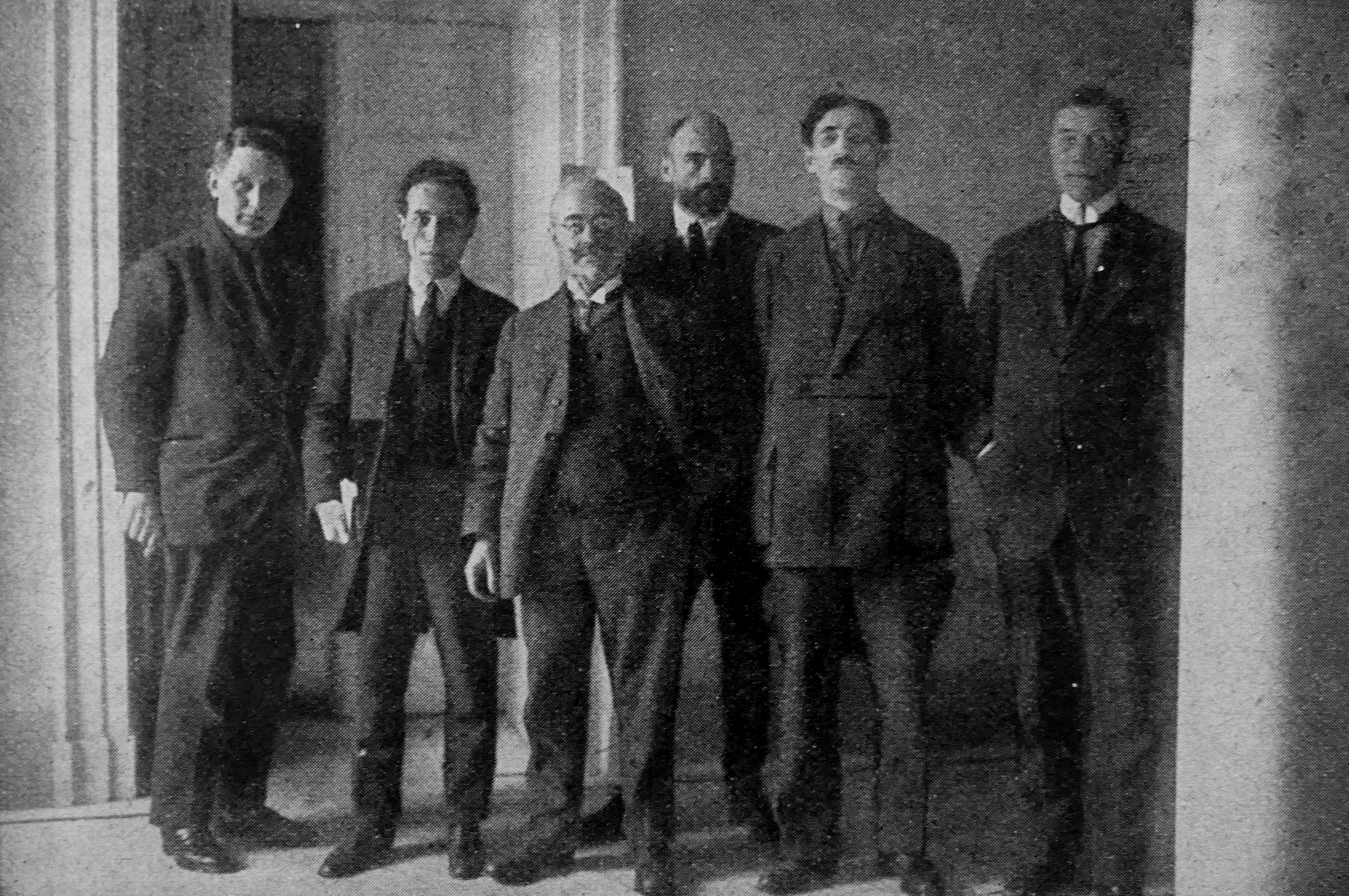
Giornalisti stranieri alla Convenzione nazionale tedesca a Weimar, febbraio 1919. Da sinistra a destra: S. de Vries (The Times, UK), L. Lidjef (Bulgaria), Gustavo Sacerdote (Avanti!), Joseph G. Saxe (New York Tribune, USA), Robert Minor (Public Ledger, Philadelphia, USA), Morgan Philips Price (Manchester Guardian, UK)

Gustavo Sacerdote, noto anche con lo pseudonimo di Genosse (Moncalvo, 10 luglio 1867 – Roma, 5 luglio 1948), è stato un saggista, giornalista, traduttore, rabbino, studioso di lingua e letteratura tedesca, bibliografo e lessicografo italiano.

## Biografia
Nato in una famiglia di origini ebraiche, figlio di Abram Giuseppe Sacerdote, studiò al Collegio israelitico Foa di Vercelli e successivamente al Seminario Rabbinico di Berlino. Conseguì il Diploma di “Chaver” nel 1890 al Collegio Rabbinico Italiano di Roma. Completò gli studi universitari a Berlino, dove si avvicinò al movimento socialista, conseguendo la laurea nel 1895.
Decise di restare in Germania, divenendo corrispondente dell'Avanti! con lo pseudonimo di "Genosse" (Compagno) e traduttore di opere del Marxismo (opere di Marx e Engels, Karl Liebknecht e Rosa Luxemburg, la famosa Storia della democrazia sociale tedesca di Franz Mehring). Suoi sono un manuale della lingua italiana ad uso degli stranieri, pubblicato nel 1910 e un dizionario italiano-tedesco pubblicato in Germania dalla Langenscheidt e in Italia dalla Hoepli. Allievo di Moritz Steinschneider a Berlino, Sacerdote si interessò di bibliografia.
Durante la prima guerra mondiale si stabilì in Svizzera, dove collaborò con gruppi pacifisti e antilimitaristi vicini al cosiddetto “Movimento di Zimmerwald”. Dopo la guerra, ritornò in Germania ed ebbe un ruolo importante nel far conoscere in Italia le vicende del dopoguerra in Germania (nascita della repubblica di Weimar, attività dei partiti rivoluzionari, ecc.). Politicamente in quel periodo Sacerdote era vicino alle posizioni dell'USPD tedesco e alla corrente massimalistica del PSI; simpatizzò per la rivoluzione russa, pur avendo forti riserve sul bolscevismo.
Fu direttore della "Libreria editrice Avanti!" fino al 1925, quando fu soppressa dai fascisti, Fu traduttore di opere letterarie (Thomas Mann, Knut Hamsun) e autore di biografie popolari (Giuseppe Garibaldi, Cesare Borgia). Schedato dalla polizia come "sovversivo", nel 1940 fu internato in un campo di concentramento come israelita.
Nel secondo dopoguerra riprese la sua militanza socialista e fu presidente onorario della "Associazione amici dell'Avanti!".
A Roma gli è dedicato un Largo nel quartiere Pietralata.

## Opere (selezione)

### Saggistica
- Gustavo Sacerdote, Catalogo dei codici ebraici della Biblioteca Casanatense, Firenze, Soc. Tip. Fiorentina, 1897, SBN LO11399262.
- Gustavo Sacerdote, Cataloghi dei codici orientali di alcune biblioteche d'Italia stampati a spese del Ministero della pubblica istruzione, Fasc. VII, Firenze, Soc. Tip. Fiorentina, 1904, SBN CUB0171749.
- Gustavo Sacerdote, Zaschenworterbuch der italienischen und deutschen Sprache : mit Angabe der Aussprache nach dem phonetischen System der Methode Toussaint-Langenscheidt, Berlin, Schoneberg : Langenscheidtsche!, 1909, SBN FOG0219268.
- Gustavo Sacerdote, Dizionario tascabile delle lingue italiana e tedesca / redatto con indicazione della pronuncia ed accentuazione secondo il sistema fonetico del Metodo Toussaint Langenscheidt dal prof. Gustavo Sacerdote, Milano, U. Hoepli, 1910, SBN PBE0017779.
- (DE) Gustavo Sacerdote, Italienische Konversations-Grammatik zum Schul und privat Unterricht : mit besonderer Berücksichtigung der Übungen im mündlichen Gebrauch der Sprache, Berlin, Langenscheidtsche Verlagsbuchhandlung, 1910, SBN LO10900093.
- (DE) Gustavo Sacerdote, Land und Leute in Italien / Zusammengestellt von G. Sacerdote, Berlin, Langenscheidtsche Verlagsbuchhandlung, SBN IEI0381563.
- (DE) Gustavo Sacerdote, Giosuè Carducci, Berlin, G. Stilte, 1903, SBN UBO2157662.
- (DE) Gustavo Sacerdote, Letture italiane : raccolta di prose e poesie moderne scelte e annotate ad uso degli stranieri, Berlin, Schoneberg : Langenscheidt, 1908, SBN PUV0719539.
- Gustavo Sacerdote, La socializzazione delle miniere di carbone in Germania : relazioni presentate al Governo germanico dalle due Commissioni per la socializzazione, collana Problemi della rivoluzione ; 14, Milano, Avanti!, 1921, SBN TO00168354.
- Gustavo Sacerdote, La vita di Giuseppe Garibaldi, Milano, Rizzoli, 1933, SBN BVE0711878.  Gustavo Sacerdote, Vita di Giuseppe Garibaldi, collana Biblioteca Universale Rizzoli; 1147-1150, Milano, Rizzoli, 1957,  pp. 781, 2 voll., SBN LIA0151164.
- Gustavo Sacerdote, Cesare Borgia : la sua vita, la sua famiglia, i suoi tempi, Milano, Rizzoli, 1938, SBN NAP0336135.

### Traduzioni
- Franz Mehring, Storia della democrazia sociale tedesca. Vol 1: Dalla risposta pubblica del Lassalle al programma di Erfurt; Vol. 2: Dalla rivoluzione di luglio fino al conflitto per la costituzione in Prussia, traduzione di Gustavo Sacerdote, Milano, Libr. Ed. Avanti!, 1917, SBN CUB0446762.
- Thomas Mann, Le storie di Giacobbe, collana Medusa ; 23, traduzione di Gustavo Sacerdote, Milano, Mondadori, 1933, SBN CSA0033674.
- Thomas Mann, Il giovane Giuseppe : romanzo, collana Medusa ; 46, traduzione di Gustavo Sacerdote, Milano, Mondadori, 1935, SBN CSA0033655.
- Thomas Mann, Giuseppe in Egitto : romanzo, collana Medusa ; 84, traduzione di Gustavo Sacerdote, Milano, Mondadori, 1937, SBN RAV0152469.
- Thomas Mann, Giuseppe il Nutritore : romanzo, collana Medusa ; 238, traduzione di Gustavo Sacerdote, Milano, Mondadori, 1949, SBN UBO0200298.
- Knut Hamsun, Il cerchio si chiude : romanzo, collana Medusa ; 105, traduzione di Gustavo Sacerdote, Milano, Mondadori, 1956, SBN RAV0066689.
- Carlo Marx e Federico Engels, Il manifesto comunista, traduzione di Gustavo Sacerdote, introduzione storica di Gustavo Sacerdote, Roma, Cosmopolita, stampa 1944, SBN SBL0737852.